# 의왕시
의왕시(義王市)는 대한민국 경기도 중남부에 있는 시다. 서쪽으로는 안양시와 군포시, 북쪽으로는 과천시, 동쪽으로는 성남시와 용인시, 남쪽으로는 수원시와 안산시와 접한다.
조선에는 경기도 광주군 의곡면, 왕륜면이었다. 1914년 4월 1일에 의곡면과 왕륜면의 앞글자를 따 의왕면이 되어 수원군에 병합되었고, 1949년부터 화성군에 속하였다가 1963년에 시흥군에 편입되었으며, 1989년에 시로 승격하였다.

## 역사
- 1914년 4월 1일 : 광주군 의곡면과 왕륜면을 합면하고, 수원군 의왕면으로 변경.
- 1936년 10월 1일 : 수원군 의왕면과 일형면을 합면하여 일왕면으로 개칭.
- 1949년 8월 14일 : 화성군 일왕면으로 변경.
- 1963년 1월 1일 : 종전 일형면 지역이 수원시에 편입되고, 시흥군 의왕면으로 변경.
- 1980년 12월 1일 : 의왕면이 의왕읍으로 승격.
- 1983년 2월 15일 : 화성군 반월면 월암리·초평리가 의왕읍에 편입.
- 1983년 3월 1일 : 내손리, 포일리, 청계리, 학의리를 관할로 의왕읍 동부출장소 설치.
- 1989년 1월 1일 : 시흥군 의왕읍이 의왕시로 승격.
- 2007년 2월 20일 : 의왕시의 한자명칭을 儀旺市에서 義王市로 변경.[1]

## 지리

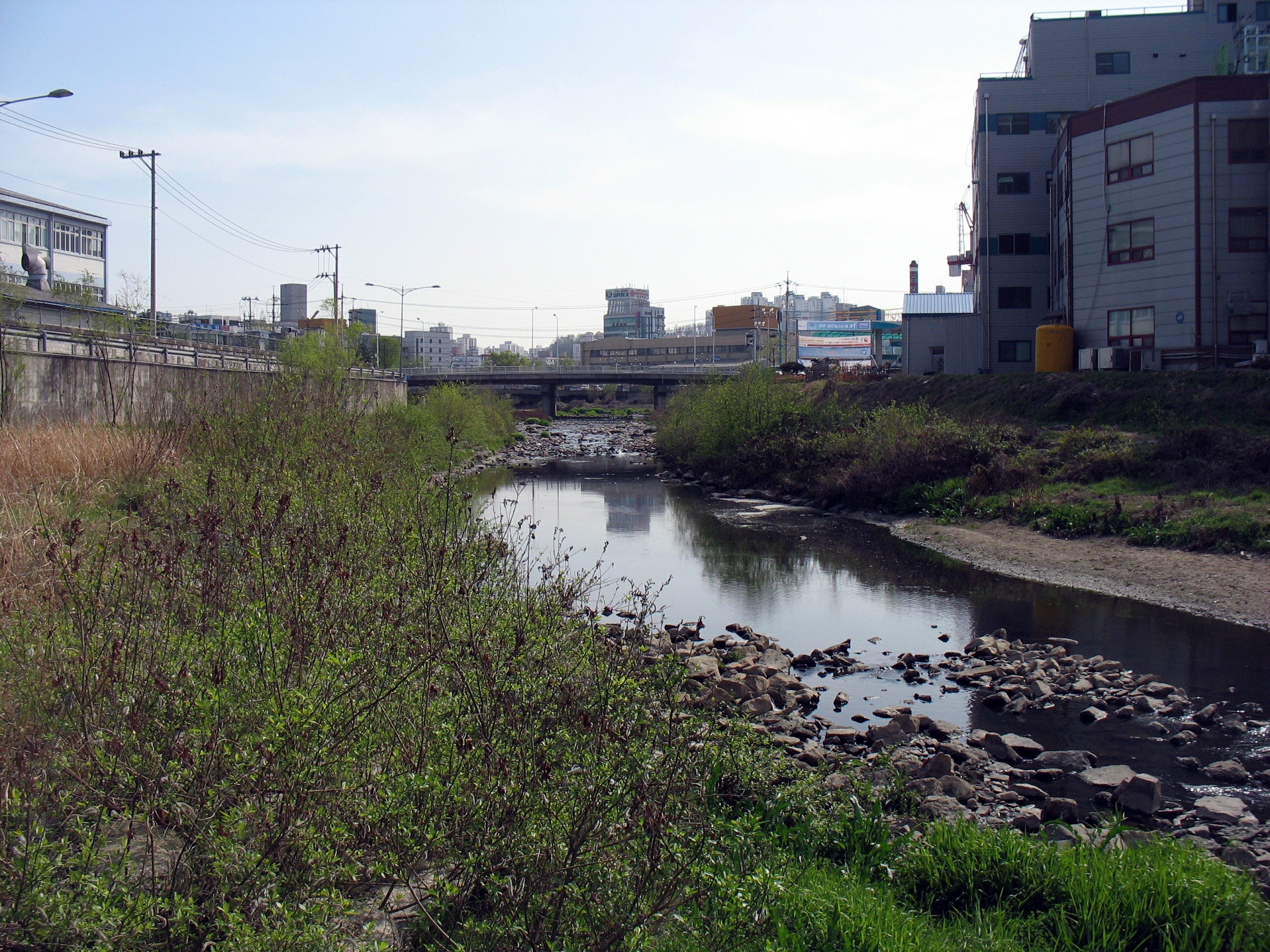
안양천 상류

의왕시는 경기도의 중남부에 위치하고 있다. 동서가 좁고 긴 지형으로, 서쪽은 안양시와 군포시, 북쪽으로 과천시, 동쪽으로 성남시와 용인시, 남쪽으로 수원시, 안산시와 접하고 있으며, 경수산업도로, 수도권제1순환고속도로, 영동고속도로, 의왕과천도시고속화도로, 경부선 철도가 관통하는 교통의 요지이다.
의왕은 크고 작은 산이 많은 도시로 북쪽의 청계산(618m)에서부터 남쪽의 백운산(567m) 등의 산줄기와 얕은 구릉이 분포하고 있다. 서부와 남부 지역이 해발 200m 이하의 낮은 곳이라면, 100m 이하의 지역은 구릉지나 충적지대를 이루고 있어서 그 속에 모락산(385m), 오봉산(205m)이 위치한다. 또한 높고 낮은 산과 함께 백운호수, 왕송호수와 같은 수려한 자연이 펼쳐진다.

## 지역 특징

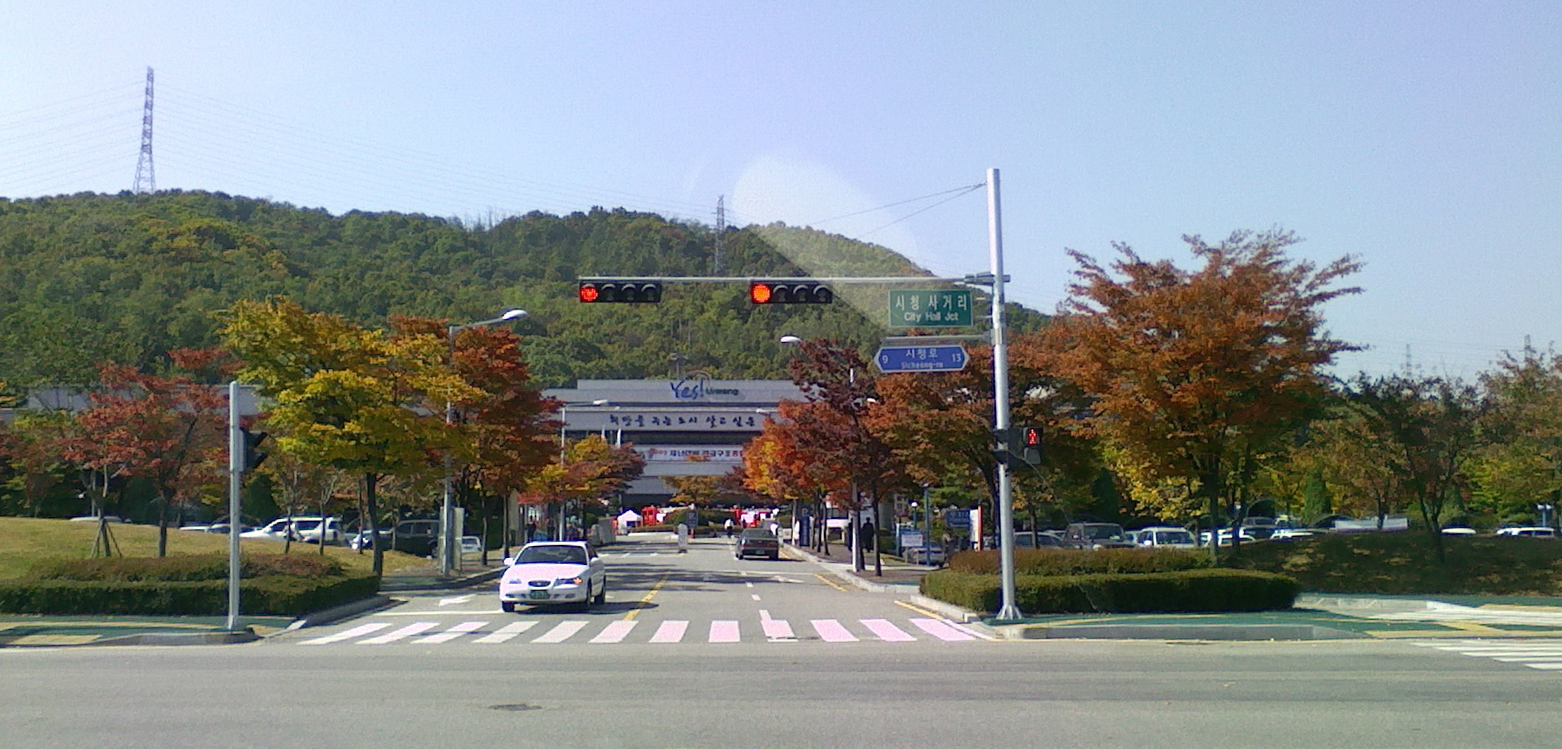
의왕시청

의왕시 관할 구역의 생활권은 모락산과 한남정맥이 지나는 오봉산을 경계로 크게 세 지역으로 나뉘어 있다.
청계·내손
- 옛 광주목 의곡면 지역으로, 학의천이 통과한다.
- 안양시 동안구와 접하여 주택지역으로 개발된 내손동 지역
- 청계산과 백운호수가 있는 청계동, 학의동 지역

의왕시는 안양시의 개발과 연계되어 택지가 조성되고 도시화가 진행되어 왔는데, 특히 북부의 내손동과 포일동은 이러한 특징이 두드러진다. 2019년은 백운호수 주변에 의왕백운지식문화밸리 도시개발사업에 따른 아파트 신축으로 인구 유입이 대규모로 발생했다.
고천·오전
- 옛 광주목 왕륜면 일부 지역으로, 안양천 상류가 통과한다.
- 의왕시청과 경수대로가 있는 고천동, 오전동, 왕곡동 지역

고천동, 오전동 지역에는 의왕시청, 의왕경찰서, 의왕소방서 등 의왕시의 행정기관이 모여 있다. 교육청은 군포의왕교육지원청(군포시 금정동 소재)으로 군포시와 통합 관할되고 있다.
부곡
- 옛 광주목 왕륜면·월곡면 일부 지역으로, 황구지천이 통과한다.
- 의왕역과 경부선 철도가 있는 삼동, 이동, 월암동, 초평동 지역

일제 강점기 말 철도관사촌이 생겨나고 경부선 부곡역이 생겨나면서 커지게 된 지역이다. 2021년 의왕·군포·안산 공공주택지구가 확정됐다.

### 행정구역 통합 문제
의왕시는 안양시, 군포시와 도시연담화 현상이 매우 심한 지역으로, 행정경계 문제로 인해 주민들이 여러 불편을 겪고 있다. 이는 의왕시가 구 시흥군 의왕읍 때부터 과거 안양시 도시계획구역에 속하였고, 안양시의 팽창에 따라 의왕시와 안양시가 실질적으로 단일 시가지로 형성되었기 때문이다. 이 때문에 이들 3개 시를 통합하자는 주장이 계속 제기되어 왔으나, 과천시와의 국회의원 선거구 조정 문제, 의왕시 전임 시장과 공무원들의 반발 때문에 논의가 중단되었다.

## 행정과 정치
의왕시청과 의왕시의회는 모두 고천동에 소재한다.
의왕시의 인구는 단독으로 국회의원 선거구를 구성할 수 있는 규모이지만, 이웃하는 과천시(8만 명)가 단독선거구를 구성할 수 없어서 과천시와 선거구를 공유하고 있다.

### 시장
1989년에 시로 승격한 후 첫 전국 동시 지방선거가 실시된 1995년까지는 관선 시장이었고, 1995년부터는 주민투표로 시장이 선출되고 있다.

## 행정구역
의왕시의 행정 구역은 6개 행정동 172통 897반으로 구성되어 있고, 면적은 경기도의 0.5%인 53.986 km2이다. 인구는 2019년 12월 말을 기준으로 16만1153 명, 6만2387 가구이다. 의왕시의 인구는 2013년 8월부터 10월까지 16만 명을 일시적으로 넘었다가, 2019년 10월에 16만 명을 다시 넘었다.

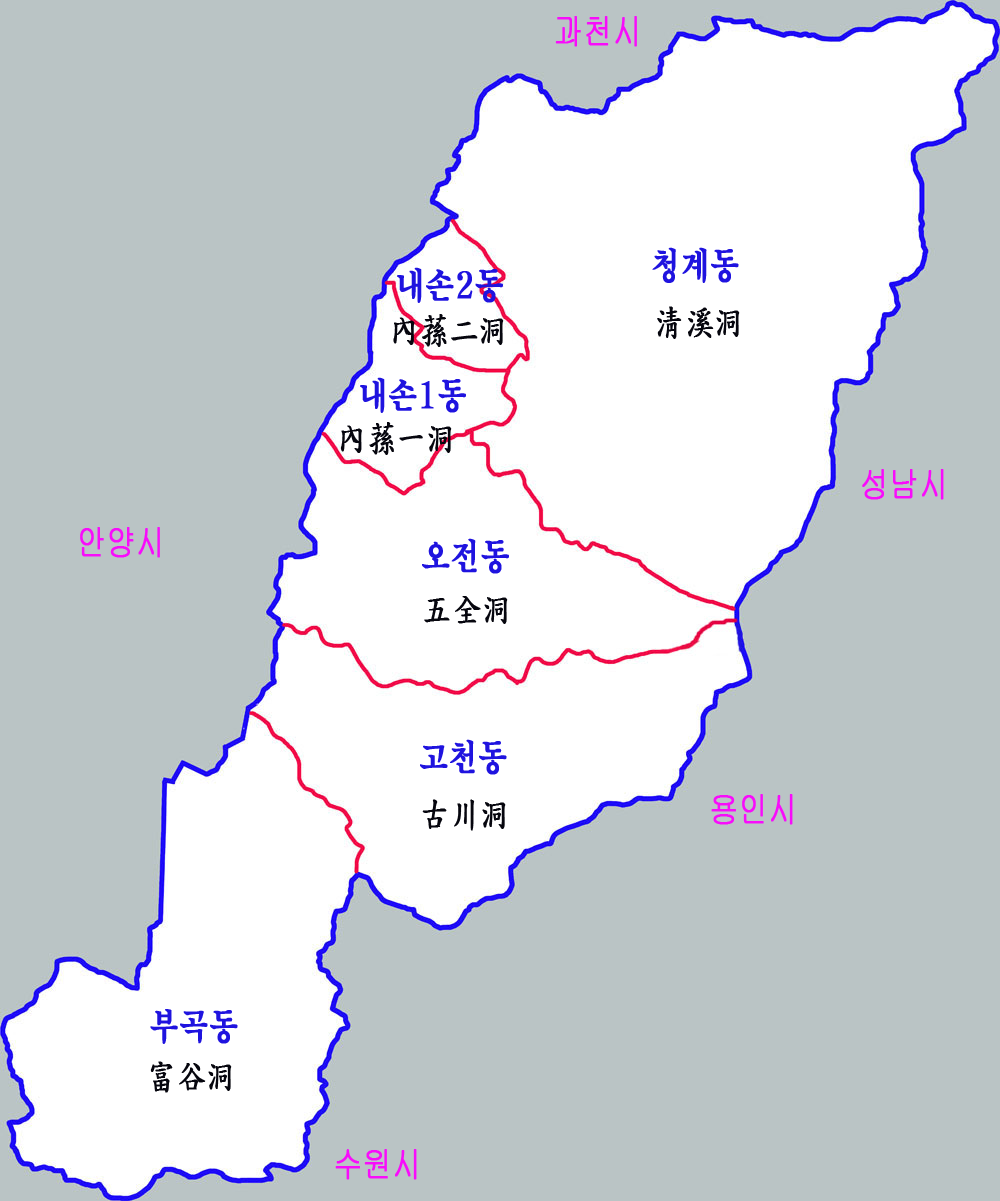

| 행정동  | 한자    | 면적 (km2) | 인구    | 세대   |
| ------- | ------- | ---------- | ------- | ------ |
| 고천동  | 古川洞  | 8.9        | 11,951  | 4,702  |
| 부곡동  | 富谷洞  | 11.3       | 28,232  | 11,591 |
| 오전동  | 五全洞  | 6.8        | 38,541  | 14,052 |
| 내손1동 | 內蓀1洞 | 2.55       | 21,310  | 8,077  |
| 내손2동 | 內蓀2洞 | 2.5        | 29,810  | 11,502 |
| 청계동  | 淸溪洞  | 22.08      | 31,309  | 12,463 |
| 의왕시  | 義王市  | 54         | 161,153 | 62,387 |

## 인구
의왕시의 인구 구성은 2009년 기준으로 0~14세 인구가 18.0%, 65세 이상 인구가 7.9%이다. 생산연령층인 15~64세 인구는 73.1%로 전국평균 72.8%보다 비율이 높고, 유소년인구부양비는 24.6%로 전국 평균인 22.8%보다 높고, 노년인구부양비는 10.8%로 전국 평균인 14.5%보다 낮다.
- 의왕시의 연도별 인구 추이[12]

| 연도   | 총인구    |  | 비고          |
| ------ | --------- |  | ------------- |
| 1966년 | 9,557명   |  | 시흥군 의왕면 |
| 1970년 | 11,748명  |  | 시흥군 의왕면 |
| 1975년 | 19,331명  |  | 시흥군 의왕면 |
| 1980년 | 32,842명  |  | 시흥군 의왕면 |
| 1985년 | 54,993명  |  | 시흥군 의왕읍 |
| 1990년 | 96,892명  |  | 의왕시        |
| 1995년 | 108,788명 |  | 의왕시        |
| 2000년 | 117,821명 |  | 의왕시        |
| 2005년 | 143,987명 |  | 의왕시        |
| 2010년 | 144,501명 |  | 의왕시        |
| 2015년 | 154,879명 |  | 의왕시        |
| 2019년 | 155,826명 |  | 의왕시        |

## 산업

### 지역내 총생산
의왕시의 2012년 지역내 총생산은 4조 9,655억원으로 경기도 지역내 총생산의 0.7%를 차지하고 있다. 이중 농림어업(1차산업)은 34억원으로 비중이 낮고 광업 및 제조업(2차산업)은 1조 4,852억원으로 29.9%의 비중으로 차지하고 상업 및 서비스업(3차산업)은 3조 4,769억원으로 70%의 비중을 차지한다. 3차산업 부문에서는 우리나라 철도 화물운송의 중심지로서 사업서비스업(7.7%)과 공공행정(7.6%), 도소매업(7.6%)이 큰 비중을 차지하고 있다.

### 산업별 종사자 현황
2014년 의왕시 산업의 총 종사자수는 42,923명으로 경기도 총 종사자수의 1.0%를 차지하고 있다. 이중 농림어업(1차 산업)은 6명으로 비중이 낮고 광업 및 제조업(2차 산업)은 9,809명으로 22.9%의 비중으로 차지하고 상업 및 서비스업(3차 산업)은 33,108명으로 77.1%의 비중을 차지한다. 2차 산업은 경기도 전체의 비중(27.1%)보다 낮고 3차 산업은 경기도 전체 비중(72.9%)보다 높다. 3차 산업 부문에서는 도소매업(13.1%), 운수업 (10.6%)과 숙박 및 음식점업(9.4%), 교육서비스업(8.2%)이 큰 비중을 차지하고 있다.

### 상주인구와 주간인구
의왕시의 2010년 기준 상주인구는 141,992명이고 주간인구는 122,201명으로 주간인구지수가 86(으)로 낮다. 통근으로 인한 유입인구는 22,883명, 유출인구는 36,904명이고, 통학으로 인한 유입인구는 2,448명, 유출인구는 8,218명으로 전체적으로 유출인구가 19,791명 더 많은데 이것은 수도권 지역의 위성도시들은 중심이 되는 대도시로 통근하는 경우가 많기 때문이다.

## 관광
- 백운호수 : 청계산, 백운산 (경기), 모락산이 둘러싸고 있어서 풍경이 훌륭하며 산 계곡의 물이 호수로 흘러들기 때문에 물이 맑고 주변 풍경이 수려하다. 2021년 롯데 타임빌라스 개장으로 더 많은 관광객이 몰렸다.
- 왕송호수
- 철도박물관 : 대한민국의 유일한 국립 철도박물관이다.
- 청계사 : 남북국 시대에 창건되었고, 극락보존과 삼성각 등 10채의 건물이 있다.
  - 청계사동종 및 목판 : 청계사의 동종은 보물 제11-7호이며, 청계사에서 소장하고 있는 불교 경판은 경기도지정유형문화재 제135호로 지정되어 있다.[16]
- 임영대군묘 및 사당 : 임영대군 사당은 경기도문화재자료 제98호로 지정되었다.[16]
- 의왕모락산성 : 의왕모락산성은 백제 한성기 시대의 테뫼식 석축산성이며, 2007년 9월 17일 경기도지정기념물 제 216호로 지정되었다.[16]

### 축제
- 의왕단오축제 : 매년 음력 5월 5일경 고천체육공원에서 열린다.
- 의왕백운예술제 : 매년 10월초 백운호수 주변에서 열린다.
- 의왕철도축제 : 매년 5월 5일 어린이날 전후 왕송호 주변과 철도박물관에서 열린다. 2013년까지 의왕어린이축제였다.

## 교통
- 경부선 철도와 수도권 전철이 시의 남서부 지역을 관통하며, 그 밖에도 서울 ~ 수원을 연결하는 경수산업도로가 시와 연결되어 있어 교통이 편리하다.[17]

### 철도
경부선 철도가 남부를 관통하며 의왕역에는 수도권 전철이 운행된다. 특히 오봉역과 연계된 물류시스템은 수도권 물류의 핵심 중 하나이다. 2021년 GTX 의왕역이 확정됐다.
- 한국철도공사
  - 경부선 (● 수도권 전철 1호선)
(군포시) ← 의왕역 → (수원시 장안구)
  - 남부화물기지선
의왕역 - 오봉역

### 버스
- 시내버스 : 의왕시의 시내버스, 안양시의 시내버스, 의왕시의 마을버스
- 시외버스 : 의왕고천시외버스정류장

#### 버스업체
마을버스
| 업체명   | 대표자        | 위 치                      |
| -------- | ------------- | -------------------------- |
| 덕장운수 | 신헌석        | 경수대로 173 (고천동 53-4) |
| 백운여객 | 배경석        | 원골로 32 (오전동 99-3)    |
| 의왕운수 | 심정환/문용식 | 원골로 32 (오전동 99-3)    |
| 의왕교통 | 정재규        | 왕소나무길 29-15 (월암동)  |
| 청계운수 | 김상진        |                            |
| 학의운수 | 강영석        |                            |

### 도로
영동고속도로 부곡 나들목, 북수원 나들목과 수도권제1순환고속도로 평촌 나들목, 학의 분기점을 통하여 고속도로로 진입할 수 있으며, 봉담과천도시고속화도로 월암 나들목, 신부곡 나들목, 의왕 나들목을 통하여 도시고속화도로로 진입할 수 있다.서해안고속도로는 봉담과천도시고속화도로와봉담읍경유하면
발안 나들목으로 진입 가능하다
고속도로
- 영동고속도로 : 부곡 나들목, 북수원 나들목
- 수도권제1순환고속도로 : 평촌 나들목, 학의 분기점
- 평택파주고속도로
- 제2경인고속도로 : 북의왕 나들목, 북청계 나들목

국도
- 국도 제1호선, 국도 제47호선

지방도
- 국가지원지방도 : 국가지원지방도 제57호선
- 지방도 : 지방도 제309호선, 지방도 제334호선

## 교육 기관
- 국공립대학교

|  | - 한국교통대학교 의왕캠퍼스 |

- 사립대학교

|  | - 계원예술대학교 |

- 고등학교

|  | - 경기외국어고등학교 - 의왕고등학교 - 백운고등학교 - 우성고등학교 - 모락고등학교 - 내손고등학교 |

- 중학교

|  | - 백운중학교 - 고천중학교 - 의왕중학교 - 의왕부곡중학교 - 갈뫼중학교 - 모락중학교 - 덕장중학교 - 내손중학교 |

- 초등학교

|  | - 의왕초등학교 - 고천초등학교 - 갈뫼초등학교 - 의왕부곡초등학교 - 왕곡초등학교 - 의왕덕성초등학교 - 덕장초등학교 - 오전초등학교 - 백운초등학교 - 백운호수초등학교 - 내손초등학교 - 모락초등학교 - 내동초등학교 - 오봉산초등학교 |

## 공공기관
- 의왕경찰서
- 의왕소방서
- 군포의왕교육지원청
- 한국전기연구원
- 한국철도기술연구원
- 한국농어촌공사
- 서울구치소

## 예술기관
- 의왕시립소년소녀합창단
- 의왕시필하모닉오케스트라
- 의왕시청소년(꿈누리)오케스트라
- 오푸스필하모닉오케스트라

## 자매결연 도시
| 지역 & 국가    | 도시             | 도시           |
| -------------- | ---------------- | -------------- |
| 대한민국       | 강원특별자치도   | 평창군         |
| 대한민국       | 경상남도         | 고성군         |
| 대한민국       | 광주광역시       | 북구           |
| 대한민국       | 대구광역시       | 남구           |
| 대한민국       | 대구광역시       | 군위군         |
| 대한민국       | 대전광역시       | 유성구         |
| 대한민국       | 울산광역시       | 북구           |
| 대한민국       | 부산광역시       | 해운대구       |
| 대한민국       | 전라남도         | 완도군         |
| 대한민국       | 전라북도         | 무주군         |
| 대한민국       | 제주특별자치도   | 서귀포시       |
| 대한민국       | 충청남도         | 금산군         |
| 대한민국       | 충청북도         | 충주시         |
| 미국           | 멤피스           |                |
| 일본           | 지바현           | 기미쓰시       |
| 중화인민공화국 | 후베이성(湖北省) | 셴닝시(咸宁市) |

## 같이 보기
- 대한민국의 설치순 도시 목록
- 대한민국의 지리